# Peribatodes jacobiaria
Peribatodes jacobiaria är en fjärilsart som beskrevs av Fernandez. Peribatodes jacobiaria ingår i släktet Peribatodes och familjen mätare. Inga underarter finns listade i Catalogue of Life.